# جلجامش وأنكيدو والعالم الآخر
جلجامش، إنكيدو، والعالم السفلي (اختصارًا GEN) هي واحدة من خمسة مؤلفات باقية باللغة السومرية عن أعمال البطل جلجامش. عُرفت لدى القدماء ببداية قصتها، ud ri-a ud sud-rá ri-a، أي "في تلك الأيام، في تلك الأيام البعيدة". تمتد على 330 سطرًا.
بصرف النظر عن الأسطر القليلة الأولى من المقدمة التي تحتوي على أقوال كونية شائعة، فإن GEN هو نص فريد من نوعه من مجموعة الأدب السومري والأكدي مع وجود عدد قليل من أوجه التشابه الجادة المعروفة من أعمال أخرى.

## البناء
يقوم المؤرخون عادة بتقسيم GEN إلى ثلاث قصص فرعية:
1. مقدمة أسطورية وكونية (الأسطر 1-26)
2. حلقات البوكو والميكو حيث ينقل إنكيدو فكرة النزول إلى العالم السفلي إلى جلجامش (147-171)
3. ينزل إنكيدو لاستعادة البوكو والميكو (172-نهاية)

هذه الحلقات الثلاث ليست متماسكة زمنيًا تمامًا بجوار بعضها البعض، ويبدو أنها تداولت في الأصل كحكايات مستقلة والتي اندمجت في مرحلة ما في GEN.

## الملخص
وفيما يلي ملخص تفصيلي للقصة:
- أصول الحضارة الإنسانية وكيفية تقسيم العالم بين الآلهة (الأسطر 4-13)
- رحلات إنكي إلى العالم السفلي بالقارب (14-26)
- يتسبب اضطراب في اقتلاع شجرة الخالوب ؛ فتنقذها إنانا المتنكرة وتزرعها في حديقتها في أوروك على أمل أن تنمو حتى تتمكن يومًا ما من صنع كرسي وسرير منها (27-39)
- تكتشف إنانا الحالة المزرية للشجرة بسبب المشاكل التي تسبب فيها طائر أنزو، والسُّكْبُوس، والثعبان (40-43)
- تطلب إنانا المساعدة من أوتو، إله الشمس، لكنه يرفض (44-90)
- تطلب إنانا مساعدة جلجامش، ملك أوروك، الذي يوافق: يخاطب كلًا من الأشياء الثلاثة التي تُؤرق الشجرة. ثم يقطع الشجرة ويستخدمها لصنع كرسي وسرير لإنانا. أما لنفسه، فيصنع كرة وعصا (البُكّو والمِكّو) (91-150).
- يبدأ جلجامش في استخدام هذه الأشياء الثلاثة في لعبة تتضمن قمع شعبه في أوروك؛ فيلجأون إلى أوتو طلبًا للمساعدة (150-164)
- ردًا على الالتماسات، إلقيت كرة جلجامش وعصاه في العالم السفلي (164-167)
- يتطوع إنكيدو، بطل جلجامش، لاستعادة هذه الأشياء؛ فيوافق جلجامش ويعلمه آداب السلوك الصحيحة في العالم السفلي حتى لا يتعرف عليه كمتطفل (168-205)
- عندما كان في العالم السفلي، فشل في اتباع نصيحة جلجامش بشكل صحيح - حيث تعرف عليه العالم السفلي ووقعه في الفخ (206-221)
- يناشد جلجامش إنليل لإنقاذ إنكيدو، لكنه يتجاهل مناشدته (222-230)
- يدخل إنكي ويطلب من أوتو أن تفتح ممرًا يسمح لإنكيدو بالعودة (231-243)
- الجزء الأخير هو حوار بين إنكيدو وجلجامش حيث يتعلم جلجامش من إنكيدو عن ظروف العالم السفلي (244-نهاية)

## المقدمة
تتكون مقدمة GEN من علم نشأة الكون وعلم الإنسان في النصف الأول، ورحلة قام بها إنكي إلى العالم السفلي في النصف الثاني. ربما تكون هذه المقدمة قد افتتحت أيضًا ملحمة جلجامش أكبر وأقدم كانت GEN جزءًا منها، كما يتضح جزئيًا من خلال تكوينها لعلم نشأة الكون. يعتقد بعض الباحثين أن الغرض من المقدمة الكونية يختلف عن تلك التي شوهدت في المناظرات السومرية بقدر ما تتمثل وظيفتها في تقديم خطاب كوني أوسع، في حين تسعى المناقشات إلى استخدامها لتقديم الأبطال. يعتقد آخرون، مع ذلك، أنه لا توجد مقدمة سومرية، بما في ذلك مقدمة GEN، تهدف إلى تقديم علم نشأة الكون بالمعنى الذي حاوله نص مثل Enuma elish. بدلاً من ذلك، بالنسبة للعلماء مثل Gadotti، فإنها تعمل أيضًا كمساعد تمهيدي لما يلي في النص.
وقد استخدم النصف الأول من المقدمة في عدد من الدراسات للمساعدة في إعادة بناء علم الكون السومري القديم. إحدى السمات الكونية البارزة المذكورة في المقدمة هي فصل السماء عن الأرض. كما أنها تقدم المكونات الرئيسية الثلاثة لعالمها: السماء (مجال أن)، والأرض (مجال إنليل)، والعالم السفلي (مجال إرشكيجال). ويبدو أن إرشكيجال تتلقى العالم السفلي من أن وإنليل كمهر. يعتقد هورويتز أن النص قد لا يزال يحافظ على السمة الرئيسية الرابعة للكون في علم الكونيات في بلاد ما بين النهرين، ألا وهي البحر/المحيط.
يصف النصف الثاني من المقدمة رحلة إنكي إلى العالم السفلي بالقارب. سبب الرحلة ونتيجتها غير واضحين؛ يبدو أنها إما كانت معروفة جيدًا لدرجة أنها لم تكن بحاجة إلى ذكرها أو كانت غير مهمة بما يكفي للنص بحيث لم تفصل. قد تسجل قصص بلاد ما بين النهرين الأخرى أيضًا رحلات دون شرح سبب القيام بها. من الممكن أن تكون رحلة إنكي مجرد تمهيد لرحلة إنكيدو لاحقًا في النص. يمكن أيضًا استخدامها كوسيلة لإثبات قدرة شخص ما على السفر إلى العالم السفلي في البداية والتنبؤ بدور إنكي لاحقًا في مساعدة إنكيدو على الهروب عندما يعلق في تلك المنطقة. يمكن استخدام حقيقة أن إنكي يواجه مشاكل في رحلته للإشارة إلى الصعوبات التي واجهها إنكيدو عندما يعلق. يسجل عدد من النصوص الرافدينية الاعتقاد بوجود أنهار تؤدي إلى العالم السفلي (على غرار نهر ستيكس في علم الكونيات اليوناني)، ومن المرجح أن يشكل هذا السياق لفهم سبب قيام إنكي بهذه الرحلة إلى هناك.

## الظهور
يعتقد البعض أن ملحمة جلجامش تعود إلى دورة جلجامش السومرية الأقدم والأكبر، والتي تضمنت كلاً منها وثلاث ملحمات جلجامش السومرية الأخرى المعروفة: افتتحت ملحمة جلجامش الدورة، وأغلقتها ملحمة موت جلجامش، وكان اثنان آخران (جلجامش وهوواوا؛ جلجامش وثور السماء) بين هاتين الملحمتين، على الرغم من أنه من غير الواضح أيهما وضع قبل الآخر.
توثقت مقدمة جين باختلافات من عدد من المصادر الأخرى، بدءًا من عصر فجر السلالات (النصف الأول من الألفية الثالثة قبل الميلاد) وحتى الأدب السومري من أوائل الألفية الثانية قبل الميلاد. بعد ذلك، استعاروها في الأدب الأكديّ.

## المخطوطات
عُثر على هذا العمل من 74 مخطوطة في مواقع متعددة. الموقع الأكثر شيوعًا للمخطوطات هو نيبور، حيث عُثر على 55 مخطوطة، والتي عادةً ما تُنتج في المناهج الكتابية في الموقع. ثانيًا، 17 مخطوطة من أور. عُثر على مخطوطتين من تل حداد، ومخطوطات فردية في إيسن وسيبار وأوروك.

## الاكتشاف والنشر والمنح الدراسية
نُشرت الأجزاء الأولى من GEN في عام 1909 بواسطة H. Radau، على الرغم من أنه لم يكن حتى عام 1913 عندما أظهر H. Zimmern أن هذه الأجزاء تشهد على ملحمة جلجامش السومرية. درس النص بالتفصيل لأول مرة في عام 1932 بواسطة S. Langdon، الذي كان قد استخرج في عام 1931 المزيد من الأجزاء التي تنتمي إلى القصة من كيش. جاءت الطبعة النقدية الأولى للنص من صموئيل نوح كريمر في عام 1938. كان العمل بعد ذلك موضوع أطروحة الدكتوراه لـ A. Shaffer، والتي نُشرت في عام 1963. تضمنت هذه الأطروحة طبعة نقدية للنص الكامل، إلى جانب مقدمة عامة، وترجمة صوتية وجهاز، وترجمة وتعليق. استمر نشر المزيد من الأجزاء على مر السنين، مثل تلك التي كتبها C. Wilcke. قام كلٌّ من ج. تيجاي (1982)، وب. ألستر (1983)، وأ. كويفويد (1983) بدراسة السمات الأدبية للنص. ومنذ تسعينيات القرن العشرين فصاعدًا، أصبح GEN محور اهتمامٍ أكاديميٍّ متزايدٍ وأعمالٍ أدبية.

## الطبعات والترجمات
بعض المجلدات التالية هي ترجمات مخصصة لـ GEN، في حين تحتوي مجلدات أخرى على ترجمات لقصص متعددة مرتبطة بجلجامش، ومن بينها GEN.

### إنجليزي
- جادوتي، ألينا. جلجامش، إنكيدو، والعالم السفلي، ودورة جلجامش السومرية، دي جرويتر، 2014.
- جورج، أندرو. ملحمة جلجامش البابلية. مقدمة، طبعة نقدية ونصوص مسمارية، مجلدان. أكسفورد.
- كوفاكس، م. ج . ملحمة جلجامش، 1989.

### إيطالي
- بيتيناتو، ج. ملحمة جلجامش. ميلانو. 1992.

### فرنسي
- تورناي، آر/أ. شافير (1994): ملحمة جلجامش. باريس

### الاستشهادات
1. 1 2 3 4  Gadotti 2014، صفحة 1.
2. 1 2  Lisman 2013، صفحة 44–48.
3. ↑  Gadotti 2014، صفحة 2.
4. ↑  Gadotti 2014، صفحة 4–5.
5. ↑  Gadotti 2014، صفحة 7.
6. ↑  Gadotti 2014، صفحة 7–8.
7. ↑  Gadotti 2014، صفحة 11, 21–24.
8. ↑  Van Dijk 1965.
9. ↑  Gadotti 2014، صفحة 12–13.
10. ↑  Horowitz 1998، صفحة 135–136.
11. ↑  Gadotti 2014، صفحة 15–19, 21.
12. ↑  Gadotti 2014، صفحة 9.
13. ↑  Gadotti 2014، صفحة 3–4.